# Myxiops aphos
Myxiops aphos es una especie de peces de la familia Characidae en el orden de los Characiformes, es la única especie del género Myxiops.

## Morfología
Los machos pueden llegar alcanzar los 5,6 cm de longitud  total.
- Número de vértebras: 36.[2]

## Alimentación
Come  algas, vegetales  terrestres e insectos.

## Hábitat
Vive en zonas de clima tropical.

## Distribución geográfica
Se encuentran en Sudamérica: río Lençois (Bahia, Brasil ).